# Municipio de Jackson (condado de Sullivan, Misuri)
El municipio de Jackson (en inglés: Jackson Township) es un municipio ubicado en el condado de Sullivan en el estado estadounidense de Misuri. En el año 2010 tenía una población de 438 habitantes y una densidad poblacional de 2,09 personas por km².

## Geografía
El municipio de Jackson se encuentra ubicado en las coordenadas 40°19′9″N 93°6′44″O / 40.31917, -93.11222. Según la Oficina del Censo de los Estados Unidos, el municipio tiene una superficie total de 209.74 km², de la cual 208,9 km² corresponden a tierra firme y (0,4 %) 0,84 km² es agua.

## Demografía
Según el censo de 2010, había 438 personas residiendo en el municipio de Jackson. La densidad de población era de 2,09 hab./km². De los 438 habitantes, el municipio de Jackson estaba compuesto por el 96,58 % blancos, el 0,23 % eran afroamericanos, el 0,23 % eran amerindios, el 1,83 % eran de otras razas y el 1,14 % eran de una mezcla de razas. Del total de la población el 6,16 % eran hispanos o latinos de cualquier raza.